# Murrayonida
Murrayonida is een orde van sponsdieren uit de klasse van de Calcarea (kalksponzen).

## Families
- Lelapiellidae Borojevic, Boury-Esnault & Vacelet, 1990
- Murrayonidae Dendy & Row, 1913
- Paramurrayonidae Vacelet, 1967